# Char Fiat 2000
Le char d'assaut FIAT 2000 a été étudié et mis au point par le constructeur italien Fiat en 1917 mais ne sera fabriqué qu'en deux seuls exemplaires, le premier en 1917 et le second en 1918. Il a été défini comme le char possédant la conception la plus avancée de l'époque.
Avec ses 40 tonnes de poids, ce sera le char le plus gros produit durant la première guerre mondiale, si l'on excepte le char prototype (deux exemplaires construits) extra lourd allemand K-Wagen-char K, de 120 tonnes.

## Histoire
Pendant la Première Guerre mondiale, l'Italie ne disposait pas d'unités blindées suffisantes. Aussi le gouvernement décida de lancer la conception et la production de modèles originaux.
L'ordre de concevoir et de produire les premiers chars italiens a été donné à la société FIAT en 1916. Le prototype du nouveau matériel a été présenté à une commission militaire le 21 juin 1917. La partie mécanique était complète, mais sa superstructure a été ajoutée plus tard. Le prototype est présenté avec une maquette de superstructure en bois avec une tourelle ouverte conique et un armement factice. La configuration finale de la superstructure fut achevée en 1918.

## Description

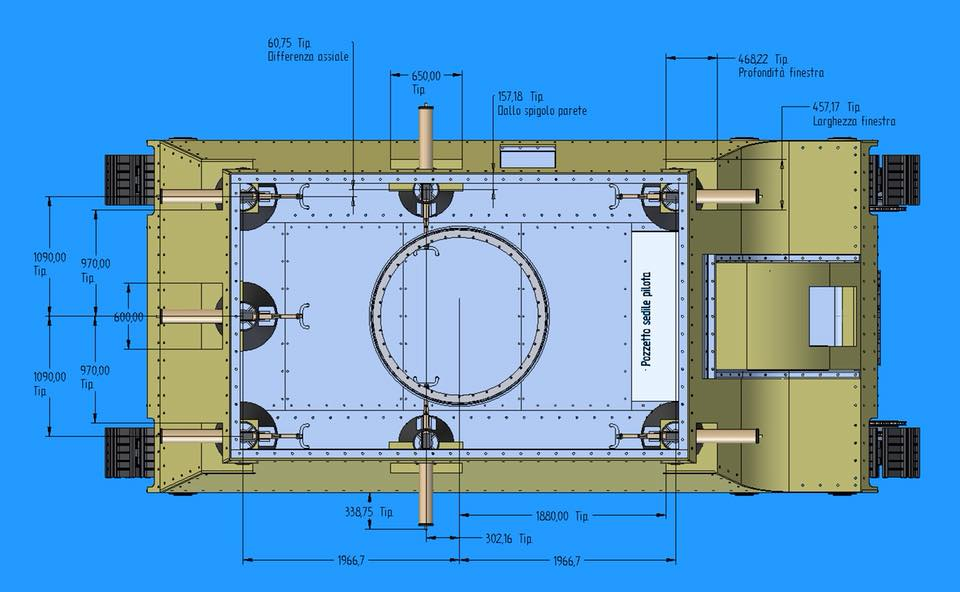
Schéma avec l’emplacement des mitrailleuses du Fiat 2000.

Le char FIAT 2000 représentait un matériel militaire de la plus haute importance, avec des dimensions comparables aux chars britannique Mark V, mais plus lourd, pesant 40 tonnes, comparé aux 28 tonnes du Mark V.
Le pilote était assis à l'avant, avec une excellente vision d'ensemble et disposait de petites ouvertures latérales.
La présentation du char FIAT 2000 différait radicalement des autres chars en service. Le moteur était séparé de l'équipage, non plus placé derrière le compartiment de l'équipage comme sur les chars modernes, mais en dessous. L'agencement mécanique est également très intéressant et novateur, comportant un moteur FIAT A12, un moteur 6 cylindres provenant de la division Fiat Avio, à refroidissement par liquide, développant 240 ch. La capacité des réservoirs de carburant était de 600 - 1 000 litres, ce qui donnait une autonomie de 75 km sur les routes pavées.
Le blindage était de conception moderne, fait de plaques d'acier rivetées de 15 mm d'épaisseur sur les côtés et 20 mm à l'avant.
L'armement se composait au départ d'un canon et de dix mitrailleuses (trois de chaque côté et quatre à l'avant), ce qui laissait l'arrière sans défense. Aussi, il a été décidé d'installer un ventilateur sur le toit et de modifier l'implantation des mitrailleuses : deux de chaque côté, trois à l'arrière et deux devant.
Peut-être la caractéristique la plus intéressante de l'armement de ce nouveau char a été la tourelle. Ce fut un des premiers chars à disposer d'une tourelle rotative montée au-dessus de la coque. La tourelle était composée de quatre pièces rivetées qui laissaient largement assez de place pour deux membres d'équipage. Son arme était un obusier de 65/17 (canon calibre 65 mm). Grâce à la tourelle et à l'espace disponible en dessous, l'élévation du canon était comprise entre -10 et +75 °.
Ce char est souvent défini comme «le plus lourd des chars de la Première Guerre mondiale» mais ce n'est pas tout à fait exact, puisque le char FIAT 2000 n'a jamais réellement pris part aux combats en temps de guerre. Aussi, la commande initiale de 50 chars ne fut jamais livrée, il n'en sera produit que deux prototypes.
Les deux exemplaires produits peuvent aussi être considérés comme les prototypes d'une future gamme car ils n'étaient pas identiques, ils se distinguaient par leur équipement armé, la forme de la tourelle et l'implantation des portillons d'accès.

## Utilisation
La seule utilisation de ce char adviendra en 1919 avec la Batteria autonoma carri d'assalto composée de deux sections équipées chacune d'un char FIAT 2000 et de trois autres chars d'assaut sera envoyée en Tripolitaine (Libye italienne) pour des missions de police contre les rebelles libyens dans la zone de Misurata.
L'un des deux exemplaires est resté en Libye, l'autre sera utilisé en 1936 dans la caserne Corrado Mazzoni de Bologne, par le 3e régiment d'infanterie, comme monument.